# Carl Olof Petersen
Carl Olof Petersen (* 19. September 1881 in Malmö; † 18. Oktober 1939 in Ulricehamn) war ein in München und Dachau tätiger schwedischer Künstler, Illustrator und Grafiker.

## Leben und Werk

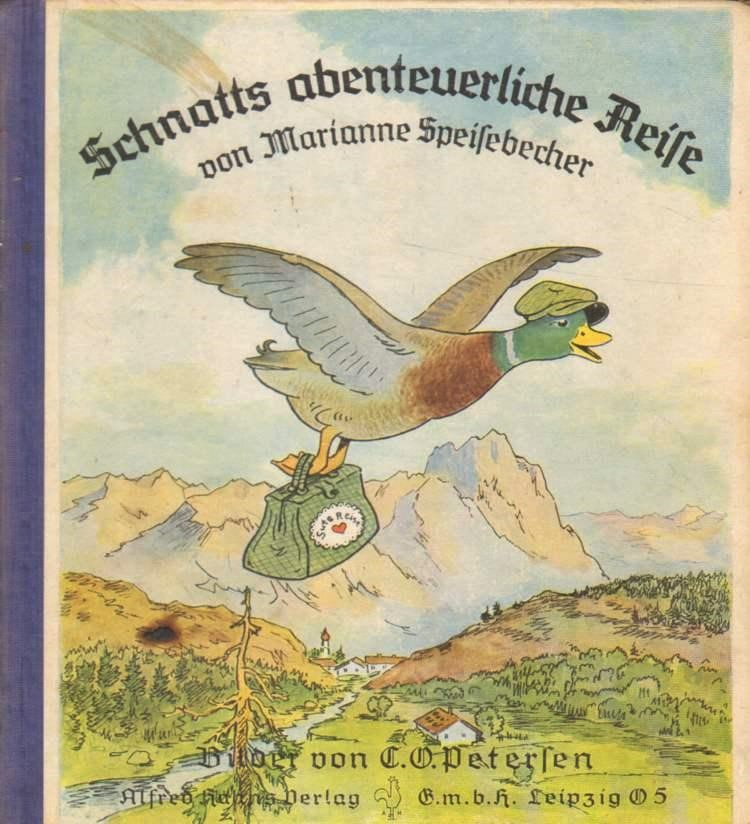
Petersen Umschlagzeichnung für Marianne Speisebechers Kinderbuch Schnatts abenteuerliche Reise (1930)

1903 zog Carl Olof Petersen von Schweden nach Dachau. Er lebte lange im Ortsteil Moosschwaige.
Er war Schüler von Adolf Hölzel und wurde Mitglied der Künstlerkolonie Dachau. Er war verheiratet mit der aus Berlin stammenden Sachbuchautorin Elly Petersen (Ella Hirschfeld-Leßer). Petersen illustrierte zahlreiche Kinderbücher und zeichnete für die Wochenschrift Jugend und die Satirezeitschrift Simplicissimus. Von ihm stammen auch Werbeplakate und Postkarten, viele mit Münchner Motiven und signierte mit dem Kürzel OST. 1937 kehrte er wegen seines schlechten Gesundheitszustandes mit seiner Frau nach Schweden zurück.
1955 zog Elly Petersen mit ihrer Freundin Carola von Crailsheim nach München, wo sie gemeinsam ihren Lebensabend verbrachten.

## Bücher
- Carl Olof Petersen: Mein Lebens-Lexikon. München 1934, OCLC 185310606
- Carl Olof Petersen, Elly Petersen: Die Moosschwaige. Ein Buch von jungen Menschen und von Tieren, von Lebenslust, von Blumen und von Sonne. Knorr et Hirth, München 1933, OCLC 877939860

## Ehrungen
In Dachau ist eine Straße nach ihm benannt.